# Странн, Андреас
Андреас Странн (норв. Andreas Strand; 4 февраля 1889 или 3 февраля 1889, Фредрикстад, Эстфолл — 19 апреля 1958, Эстфолл) — норвежский гимнаст, серебряный призёр летних Олимпийских игр 1908 года.
На Играх 1908 года в Лондоне Странн участвовал только в командном первенстве, в котором его сборная заняла второе место.